# Кумыш (приток Чусовой)
Кумыш — река на Среднем Урале, левый приток Чусовой. Протекает по территории Пермского края России. Исток в Лысьвенском городском округе, устье в Горнозаводском городском округе. Длина — 48 км, площадь бассейна — 365 км². Высота устья — 142 м над уровнем моря.
На правом берегу реки Кумыш, в 300 м от места её впадения в Чусовую находится Кумышанская пещера, нижний палеолитический слой которой по кости носорога датируется возрастом 33 670 ± 300 лет назад.

## Притоки
Основные притоки:
- 14 км: Нижняя Талка (левый);
- 19 км: Сухой Лог (Сухой Кумыш) (левый);

## Данные водного реестра
По данным государственного водного реестра России относится к Камскому бассейновому округу, водохозяйственный участок реки — Чусовая от водомерного поста в посёлке Кын до устья, речной подбассейн реки — Кама до Куйбышевского водохранилища (без бассейнов рек Белой и Вятки). Речной бассейн реки — Кама.
Код объекта в государственном водном реестре — 10010100712111100011122.